# Museo - Folle rapina a Città del Messico
Museo - Folle rapina a Città del Messico (Museo) è un film del 2018 diretto da Alonso Ruizpalacios vincitore dell'Orso d'argento per la migliore sceneggiatura al Festival di Berlino 2018. Il film narra una vicenda realmente accaduta durante le festività natalizie del 1985.

## Trama
Juan e Benjamin, studenti fuori corso decidono di fare soldi rubando e rivendendo alcuni reperti storici conservati al Museo Nazionale di Antropologia. Il colpo riesce quasi troppo facilmente ma subito iniziano i problemi: in televisione il furto viene annunciato come un attacco allo stato e per i due ragazzi diventa molto difficile rivendere le opere e salvare la pelle.